# هنری مینتزبرگ
هنری مینتزبرگ (به انگلیسی: Henry Mintzberg) متولد دوم سپتامبر ۱۹۳۹ در مونترال و یکی از دانشمندان پرآوازه در زمینه تجارت و مدیریت است. او هم‌اکنون استاد مطالعات مدیریت در دانشگاه مک گیل در کبک است. مینتزبرگ از سال ۱۹۶۸ تا کنون استاد مطالعات مدیریت در دانشگاه مک گیل است.

## مدارک دانشگاهی
او در سال ۱۹۶۵و۱۹۶۸ مدارک استاد مدیریت و پی‌اچ‌دی را از دانشگاه‌ام آی تی دریافت کرد. همچنین مدرک مهندسی مکانیک را از دانشگاه مک گیل دریافت کرد.

## زندگی حرفه ای
هنری مینتزیرگ بیش از ۱۵۰ مقاله در زمینه مدیریت و بازرگانی استراتژیک نوشته‌است و همچنین پانزده کتاب با نام وی منتشر شده‌است.

کتاب ظهور و سقوط برنامه‌ریزی استراتژیک که در سال ۱۴۰۱ توسط سهراب خلیلی شورینی ترجمه شد و نشر لوگوس آن را منتشر کرده‌است، برخی از مفاهیم برنامه‌ریزی استراتژیک را به نقد کشیده‌است.

## نظریه‌ها
از منظر مینتزبرگ مدیران دارای ده نقش در جایگاه مدیریتی خود هستند (mintzberg management role)که این نقش‌ها و الگوهای مورد انتظار، در سه گروه کلی قرار می‌گیرند. نقش‌های ارتباطی، اطلاعاتی و تصمیم‌گیری که هرکدام از این دسته‌بندی‌های کلی، شامل مواردی چون (مقام تشریفاتی) (رهبر) (رابط) (گیرنده اطلاعات) (نشر دهنده اطلاعات) (سخنگو) (کارافرین) (آشوب زدا) (تخصیص دهنده منابع) (مذاکره کننده) هستند.